# 37 (tal)
37 (trettiosju) är det naturliga talet som följer 36 och som följs av 38. Det är det 12:e primtalet efter 31 och före 41.

## Inom matematiken
- 37 är ett udda tal.
- 37 är ett primtal
- 37 är ett latmirp
- 37 är ett extraordinärt tal
- 37 är ett centrerat hexagontal
- 37 är ett stjärntal
- 37 är ett palindromtal i det senära talsystemet.

## Inom vetenskapen
- Rubidium, atomnummer 37
- 37 Fides, en asteroid
- Messier 37, öppen stjärnhop i Kusken, Messiers katalog